# Vytautas Mažiulis
Vytautas Mažiulis (ur. 20 sierpnia 1926 w Rokėnai w rejonie jezioroskim, zm. 12 kwietnia 2009 w Wilnie) – litewski językoznawca, specjalista od spraw języka staropruskiego. 

## Życiorys
W latach 1947–1952 studiował filologię klasyczną na Wileńskim Uniwersytecie Państwowym. W 1956 obronił pracę magisterską na Uniwersytecie Łomonosowa w Moskwie poświęconą liczebnikom w języku litewskim. Rok wcześniej został zatrudniony w WUP, gdzie kierował Katedrą Języka Litewskiego (1968–1973). Po 1973 stał na czele Katedry Języków Bałtyckich. 
W 1965 wraz z Jonasem Kazlauskasem założył międzynarodowe czasopismo „Baltistica”, poświęcone filologii bałtyckiej. 
W 1970 został członkiem Akademii Nauk Litewskiej SRR po opublikowaniu pracy doktorskiej poświęconej związkom pomiędzy językami bałtyckimi a indoeuropejskimi. W ostatnich latach zajmował się głównie językiem pruskim i staropruskim. W 1993 odznaczony Krzyżem Kawalerskim Orderu Wielkiego Księcia Giedymina.

## Wybrana twórczość
- Relations of Baltic and other Indoeuropean languages, Wilno 1970
- Prūsų kalbos etimologijos žodynas, Wilno 1988–1997
- Prūsų kalbos istorinė gramatika, Wilno 2004